# Christoph von Lattermann
Christoph von Lattermann (Olomouc, 14. srpnja 1753. – Beč, 5. listopada 1835.), austrijski feldmaršal i general, visoki vojni i civilni dužnosnik Habsburške Monarhije. Nosio je naslov baruna.

## Životopisi
Rođen je u Olomoucu u Moravskoj. Otac mu je bio podmaršal Franz von Lattermann (1716. – 1806.), a majka očeva prva supruga Anna Maria barunica Wittorf und Lüdersdorf und Hornburg († 1763.). Služio je Christoph u vojsci od 1765. godine. Od 1766. kadet je carske vojske u pješačkoj pukovniji markiza Botte. Godine 1778/79. istaknuo se u ratu za bavarsku baštinu. Za opsade Beograda 1789. istaknuo se ratničkim vještinama. Uspjelo mu je kao bojniku pontonskog bataljuna postaviti pet mostova preko Dunava i Save u teškim okolnostima.
Godine 1793. borio se na Rajni, istaknuvši se hrabrošću, te je 1794. postavljen za pukovnika (Obersta) i zapovjednika 3. pješačkog puka (K.u.k. Mährisches Infanterieregiment „Erzherzog Karl“ Nr. 3). Ratovao je u Italiji od 1794. godine. U činu general-bojnika je 1797. godine preuzeo zapovjedništvo nad brigadom u Italiji. Za zasluge u bitki kod Verone 1799. dobio je Viteški križ Ordena Marije Terezije. Teško je ranjen u bitki kod Marenga te više nije mogao obnašati vojničke dužnosti na bojištu.
Godine 1805. povukao se u činu podmaršala u mirovinu. Uskoro je 1805. postavljen na mjesto privremenog zapovjednika (Interims-Kommandant) Češke, a 1809. privremenog zapovjednika (Interimskmdt.) udruženih pograničnih generalata Karlovac-Varaždin-Banska Hrvatska. Te je godine imenovan u Dvorsko ratno vijeće, a 1810. u Tajno vijeće. Dužnost zapovjednika petrovaradinske tvrđave obnašao je od 1807. godine. 1813. unaprijeđen je u čin generala topništva (Feldzeugmeistera). Obnašao je dužnost civilnog i vojnog guvernera Kraljevine Ilirije od 1813. do 1814. godine, a 1815. bio je zapovjednikom u Mlecima. Godine 1814. i 1818. – 1833. preuzeo je predsjedavanje vojnim prizivnim sudom. 1826. bio je poručnik (Kapitänleutnant)-potkapetan Streljačke tjelesne straže. Godine 1833. u činu feldmaršala povukao se u mirovinu. Bio je oženjen groficom Anom Marijom od Welsersheima. Nisu imali djece.

## Vanjske poveznice
- Wien Geschichte  Arhivirana inačica izvorne stranice od 2. veljače 2016. (Wayback Machine) Christoph von Lattermann